# Hanazuki
L'Hanazuki (花月? lett. "Luna crescente") è stato un cacciatorpediniere della Marina imperiale giapponese, undicesima unità della classe Akizuki. Fu varato nell'ottobre 1944 dal cantiere navale dell'arsenale di Maizuru ma, sotto bandiera nipponica, non partecipò ad alcuna azione di rilievo; dopo la fine della guerra passò agli Stati Uniti, che lo affondarono nel febbraio 1948.

## Servizio operativo e fato
Il cacciatorpediniere Hanazuki fu ordinato nell'anno fiscale edito dal governo giapponese nel 1941. La sua chiglia fu impostata nel cantiere navale dell'arsenale di Maizuru il 10 febbraio 1944 e il varo avvenne il 10 ottobre dello stesso anno; fu completato il successivo 26 dicembre. Il comando fu affidato al capitano di fregata Hideo Higashi e la nave fu assegnata all'11ª Squadriglia cacciatorpediniere, dipendente dalla Flotta Combinata e demandata all'addestramento delle nuove unità in tempo di guerra.
Spostatosi il 26 gennaio 1945 a Kure, continuò e completò la preparazione dell'equipaggio nel Mare interno di Seto; il 15 marzo fu selezionato come nave ammiraglia della 31ª Squadriglia di scorta, alle dipendenze della 2ª Flotta. In quanto tale, il 6 aprile si occupò di accompagnare la formazione, capitanata dalla nave da battaglia Yamato, all'inizio della disperata operazione Ten-Go: con i più piccoli cacciatorpediniere Kaya e Maki seguì la squadra da Tokuyama fino al canale di Bungo, ma non prese parte alla missione. In questa prima metà dell'anno l'Hanazuki era stato rapidamente dotato di altre venti bocche da fuoco da 25 mm, tutte su affusti singoli sul ponte di coperta, e quasi sicuramente aveva incrementato il carico utile di bombe di profondità a settantadue. Il 20 aprile successivo transitò con il resto della squadriglia ai diretti ordini della Flotta Combinata e, per il resto delle ostilità, operò tra i porti del Mare interno; fu più volte coinvolto nelle incursioni aeronavali statunitensi, ma mai danneggiato. Dopo la capitolazione dell'Impero giapponese si arrese alle autorità d'occupazione statunitensi che provvidero a rimuovere ogni arma e attrezzatura militare; il 5 ottobre successivo fu depennato dai ruoli della Marina imperiale.
Nessuna delle fonti consultate menziona il coinvolgimento dell'Hanazuki nella grande opera di rimpatrio del personale militare e civile giapponese dagli ex territori occupati. Le potenze vincitrici decisero il destino del cacciatorpediniere e dell'altro naviglio leggero giapponese catturato nel corso di quattro incontri, tenutisi al quartier generale dello SCAP: durante la terza riunione, del 15 agosto 1947, l'Hanazuki fu assegnato agli Stati Uniti in conto di riparazione di guerra e la cessione divenne effettiva il 29 agosto seguente. In ogni caso, Washington non ritenne opportuno o utile trasferire nei porti nazionali le navi ottenute e, piuttosto, decise di lasciare i vascelli ex nipponici proprio in Giappone e di farne uso fino al completo logorio o perdita; alla nave fu assegnato solo il codice alfanumerico DD-934, fu ispezionata e collaudata in alcune prove di velocità prima che arrivasse l'ordine di affondarla. Il 3 febbraio 1948 l'ex Hanazuki fu colato a picco nel Mar Giallo tra Tsingtao e Gwangju in Corea del Sud (35°30′N 122°49′E) durante un'esercitazione della United States Navy.